# Jovac
Jovac is een plaats in de gemeente Dvor in de Kroatische provincie Sisak-Moslavina. De plaats telt 22 inwoners (2001).